# Adobe Firefly
Adobe Firefly je sada generativních AI modelů zaměřených na tvorbu digitálního obsahu, vyvinutých společností Adobe. Firefly využívá pokročilé techniky strojového učení a hlubokých neuronových sítí k tvorbě a úpravě vizuálních a multimediálních materiálů.
Za první rok od vydání (březen 2023) prvního veřejného pojetí generativní umělé inteligence (GAI) od Adobe – Firefly Image 2 bylo skrz tuto službu vygenerováno přes 6,5 miliardy obrázků ve více než 100 světových jazycích.

## Rozsah a možnosti výstupů

### Generování obrazu
Firefly dokáže na základě textových zadání nebo referenčních obrazových vstupů generovat rozmanitou škálu statických obrazů. To zahrnuje různé styly, textury a kompozice, které mohou být použity pro vysoce personalizovaný grafický design, ilustrace, marketingové materiály a další.

### Možnosti referenčních obrazů
Sada modelů umožňuje využití referenčních obrazů pro přesnější zadání. Využívá „Scene composer“ se sémantickou syntézou obrazu na několika stupních.
- Text to image (Text → obraz) – různě podrobná textová zadání, jednoslovné pokyny ani nevyhodnotí.
- Segmentation to image (Segmentace → obraz) – tvorba obrázků na základě segmentačních map, scéna je rozdělena na různé oblasti, které mají být jednotné celky nebo mít společné vlastnosti (např. konkrétní objekty, pozadí, světelný zdroj).
- Scene-based Text to Image (Text → obraz založený na scéně) – kombinace obou zmíněných metod, rozvržení generované kompozice je doplněno o textové instrukce blíže popisující charakter objektů a celkovou atmosféru scény.[4]

Tyto metody se dají kombinovat a referenčních obrázků lze zadat více, např. jeden pro hrubé rozmístění tvarů nebo textu a druhý pro jejich texturu nebo styl.

### Integrace v rámci Adobe Creative Cloud
Adobe Firefly je implementován i přímo v rozhraní rodiny aplikací Adobe, zpřístupňuje generativní možnosti jako rozšíření obrazu, odstranění nebo přidání prvků a objektů (Adobe Photoshop). Podobně lze pracovat s výtvory autentické a editovatelné vektorové grafiky (Adobe Illustrator).
Momentálně je ve vývoji i rozšíření pro Adobe Premiere Pro. Video model by měl být schopen vytvářet chytré masky pro sledování (trackování) objektů a přidávat nebo odstraňovat potřebné prvky i v rámci sekvence snímků.
V rámci výzkumu částečně fundovaného Adobe vznikají i metody na pokročilou práci s generativním zvukem. Např. metody pro tvorbu hudby na základě syntézy textového zadání (žánr, nástroje…) a analýzy referenčního videa (podobnost videa pro které je hudba generována s již vyhodnocenými videi v databázi).
Na druhé straně Adobe buduje ve spolupráci s americkou Stanford University velké data sety zvuků reálných objektů (počasí, citoslovce, zvuky přírody, aut…) a snaží se o jejich přesvědčivé doplnění do videa (nejen generovaného).

### B2B implementace
Adobe rozšířili Firefly i jako B2B produkt a nabízí implementaci a ohýbání modelů pro potřeby komerční a sériové produkce. Data set lze rozšířit o interní data nebo požadavky na konsistenci / firemní identitu.

## Technické specifikace

### Architektura a technologie hlubokého učení
Firefly Image 3 je postaven na základech pokročilých generativních předtrénovaných transformátorů (GPT). Modely jsou „předtrénovány“ na velkých datových sadách a pomocí metod jako je samořízené učení a generativní modelování se učí hledat spojitosti a podobnosti na těchto datech.
Firefly staví na populárních frameworcích pro „hluboké učení“ (deep learning) TensorFlow (Google) a PyTorch (Facebook AI Research).
Výpočetně náročný proces trénování vizuálních modelů Firefly se opírá o výkonné GPU clustery (soustava výpočetních jednotek, více GPU „spřažených“ dohromady) a cloudové služby, jako jsou AWS (Amazon) a Azure (Microsoft).
Pro korekci biasu a optimalizaci v průběhu učení jsou tvořeny adaptivní momentové odhady (Adam). Přesněji Firefly pracuje s algoritmy upravujícími rychlost učení pro každý parametr modelu na základě historie gradientů (spekulace na chybovost a její minimalizace). Model se tak učí z vlastních chyb a v čase efektivněji.

### Trénovací datová sada
Samotná datová sada pro Adobe Firefly je tvořena z portfolia řádově stamilionů obrazových materiálů. Konkrétně z dat ze služby Adobe Stock, kde všichni přispěvatelé v rámci obchodních podmínek Adobe poskytují licenci mimo jiné právě pro trénink AI modelů. Data jsou nejrůznějšího typu (texty, fonty, vektorová, bitmapová grafika, fotografie, animace, audiovizuální díla). A jsou navíc rozšířena o díla veřejných licencí (public domain).

### Generativní modely
Firefly z podstaty generativních modelů vytváří nové datové instance – na základě datových sad a výše popsaného učení vytváří unikátní nové výtvory (byť inspirované / ovlivněné rozsahem a povahou tréninkových dat). Adobe pro svou GAI využívá primárně 2 modely:
- Variational Autoencoders (VAEs), model analyzuje a reprezentuje data v nižší dimenzi a na tomto základu generuje nové datové instance z této reprezentace (kritérium četnosti, vlastností dat, statistika atd.).[19]

- Generative Adversarial Networks (GANs), principově představují neustálý boj (konkurenci) generátoru, který tvoří nové datové instance a diskriminátoru, který je kritériem věrnosti generovaných výstupů v porovnání s ukázkovým data setem nebo již evaluovanými AI výtvory. Generátor se neustále zlepšuje ve vytváření nových instancí dat, které jsou čím dál blíže těm skutečným, zatímco diskriminátor se zlepšuje v jejich rozpoznávání.[20]

## Srovnání s dalšími běžnými visual modely

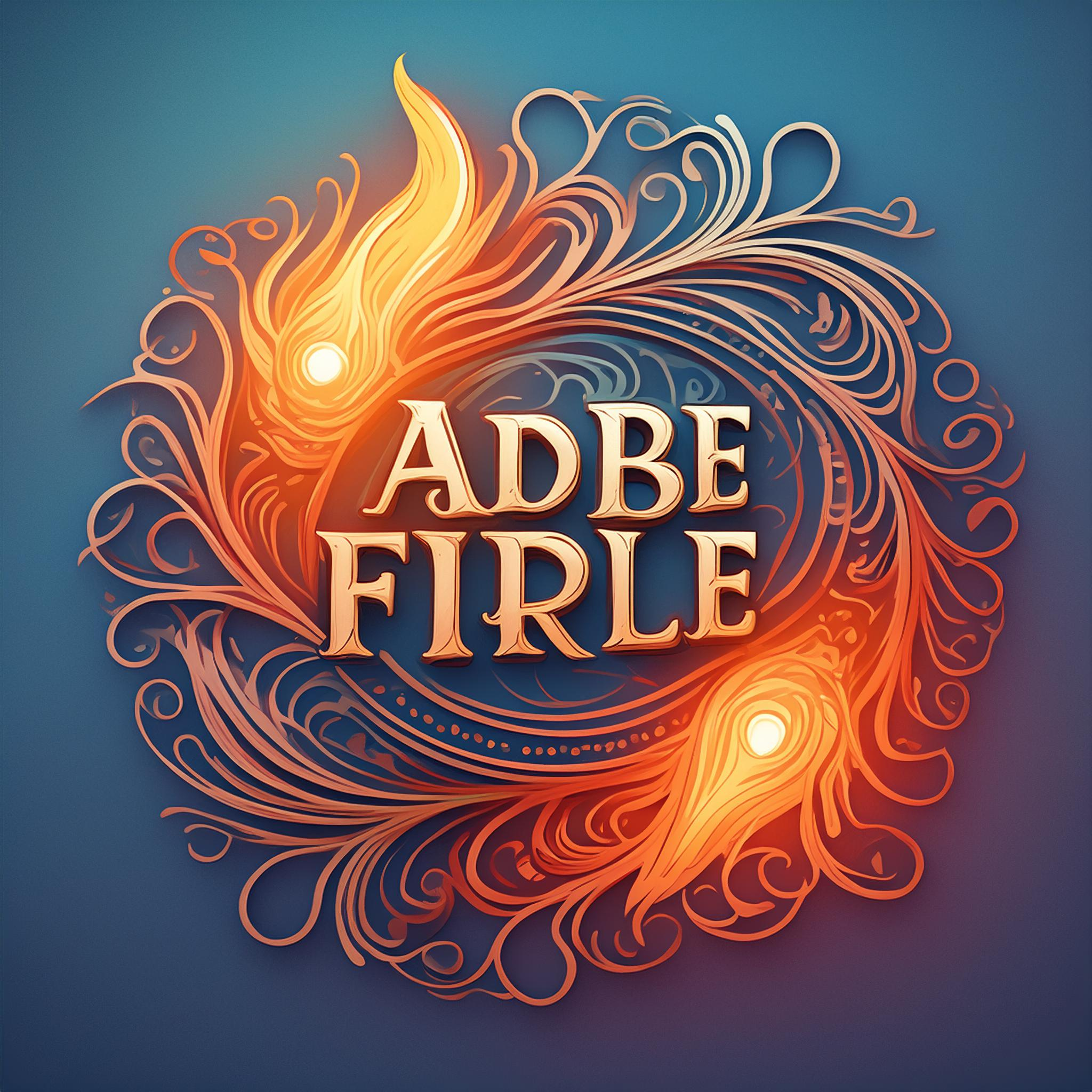
Prompt 2

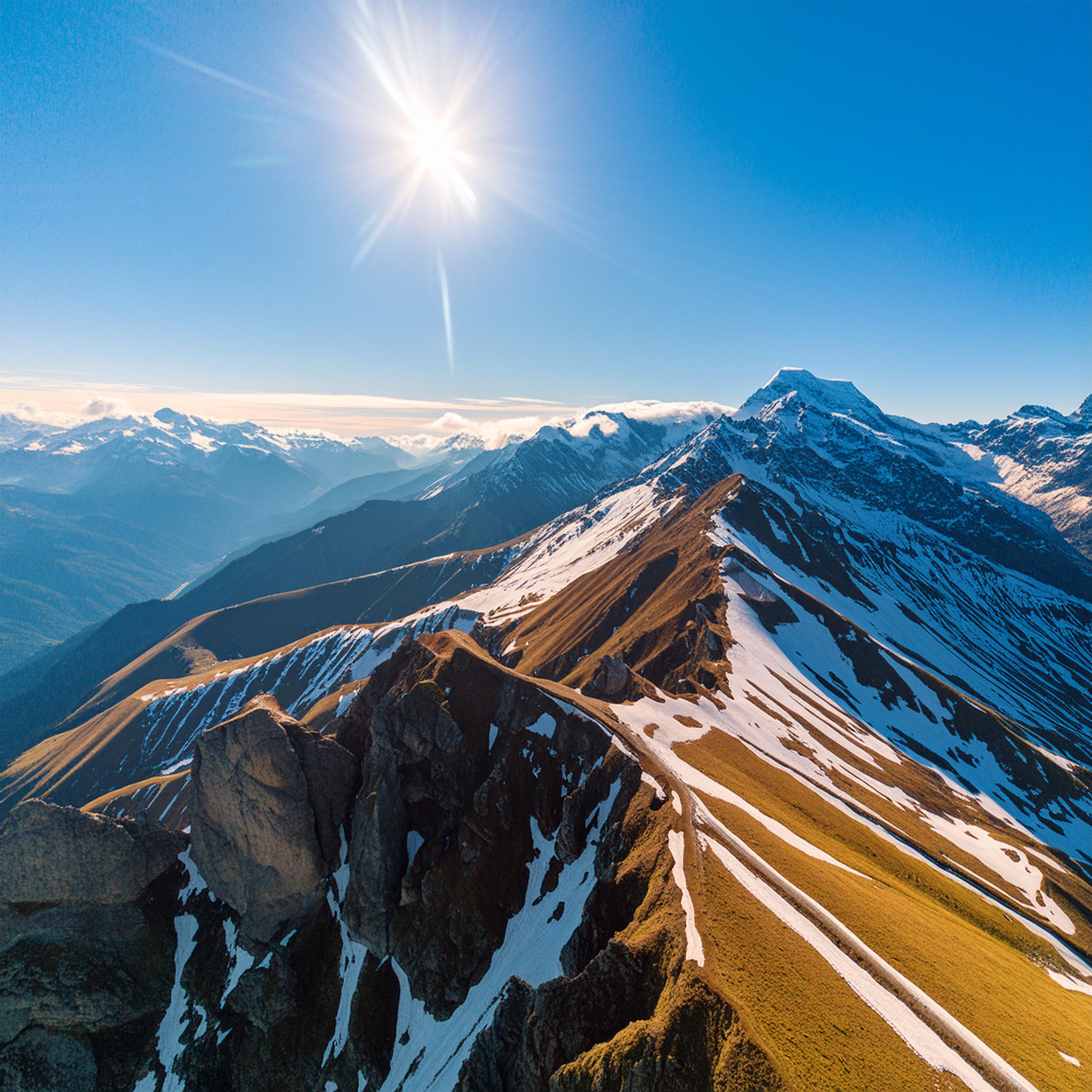
Prompt 3

Kromě Adobe Firefly jsou na trhu další GAI, svou povahou a rozšířeností jsou např. srovnatelné modely DALL-E 3 (OpenAI) nebo Midjourney (nezávislý vývoj).
Je nutné říci, že objektivně komparovat modely je velice složité. Vždy záleží na konkrétním zadání pro GAI a kritériu srovnání. Nějaké trendy a obecnější závěry stejně pozorovat můžeme, např. podle testů AI Specialisty Chase Leana pro žurnál Shotkit, které srovnávaly právě 3 výše zmíněné GAI modely a jejich výkon pro různé případy užití.
Se stejnými prompty Adobe Firefly překonávalo oba dříve zmíněné modely v oblasti realistických obrazů (největší detail, lepší rozlišení, realističtější světla a stíny). Naopak s textovými, kaligrafickými a jinými výstupy, které mají obsahovat typografii Firefly neobstál (písmena, tedy čitelnost, nebyla zachována), jediné DALL-E 3 v rámci testu, zapracovalo text v jeho původní podobě. Co se generování produktových fotografií a fotografií krajiny týče byl rozdíl v kvalitě menší.
Midjourney může být uživatelsky méně přívětivé vzhledem k tomu, že jako hlavní rozhraní využívá aplikaci Discord, se kterou nejsou všichni uživatelé seznámeni.

Firefly má díky velké platformě Adobe zapracovanou komplexnější integraci a provázanost mezi různými AI nástroji. Na druhé straně je Firefly vyčítáno, že i předplatitelé celého Creative Cloudu mají omezený počet „Generativních kreditů“ (promptů), byť na výstupech není vodoznak (varianta zdarma).

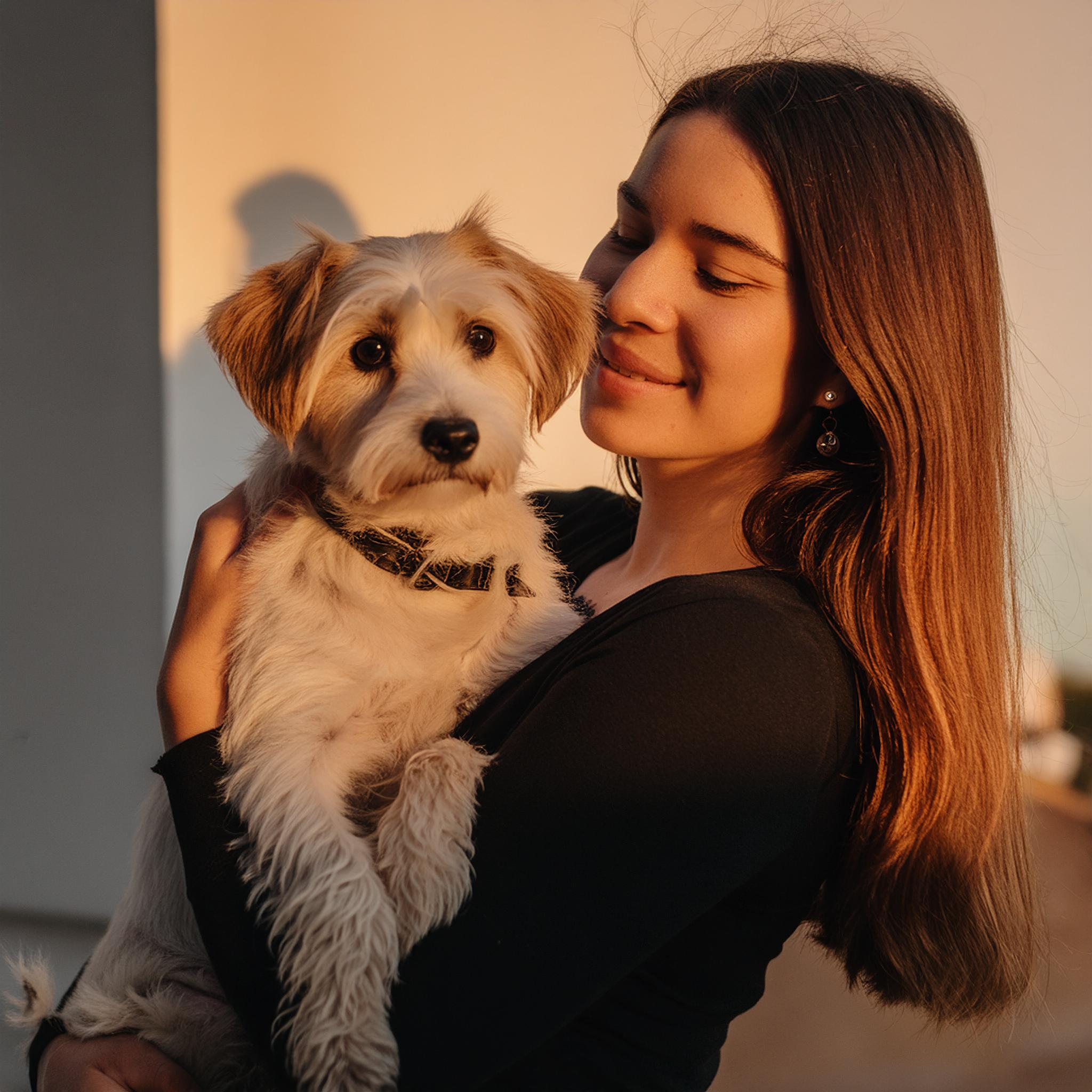
Prompt 1

## Ukázky Firefly generovaného obsahu
Ukázky generované Adobe Firefly Image 3, Text to image zadání. Obrázky jsou výhradně pro ukázku různých výstupů generovaných Adobe Firefly, nijak nehodnotí kvalitu zpracování. Ani se stejným promptem nevznikne stejný obrázek.
Prompt 1: „Hyperrealistic young woman, holding dog with detailed fur, during golden hour, as realistic highlights and shadows as possible“ | Nejnižší hodnota vizuální intenzity, foto-realistický režim.
Prompt 2: „Artistic handwritten-like typography logo with exact letter by letter text "Adobe Firefly" | Vizuální intenzita 50%, umělecký režim (grafiky, ilustrace).
Prompt 3: „Paradise looking, but believable mountain landscape from drone perspective, sun is shining right over the edge of the highest mountain with snow on top“ | Vizuální intenzita 30%, foto-realistický režim.